# August Oetker

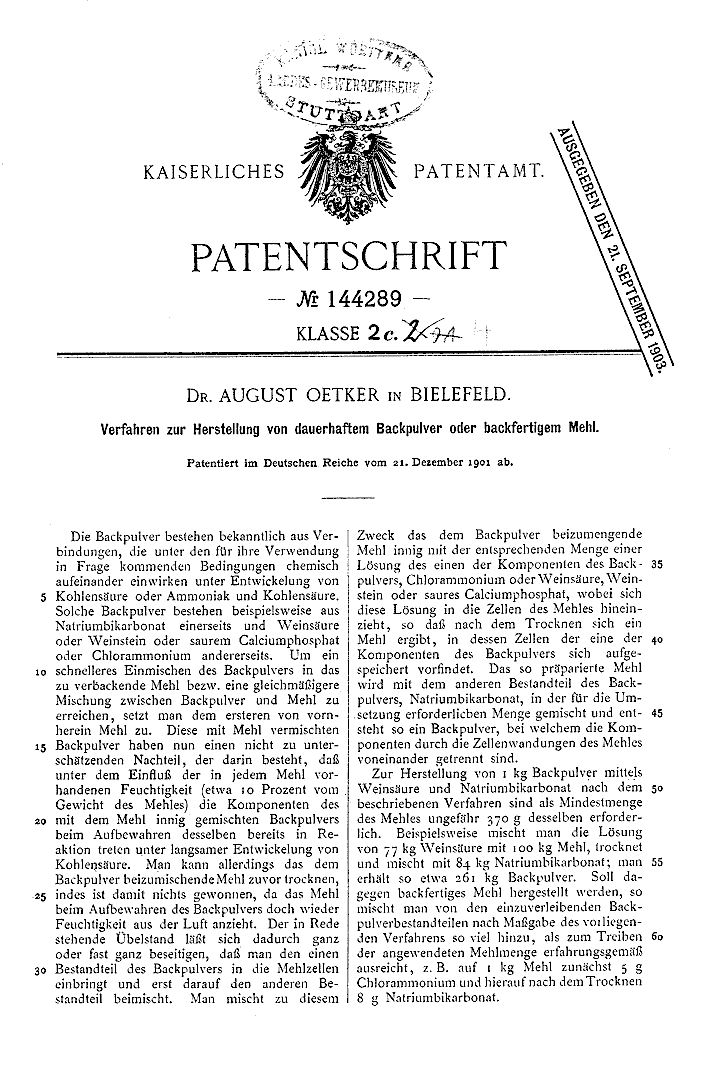
Oetkers tyska patent för bakpulver

August Oetker, född 1862, död 1918, tysk företagsledare och grundare av Oetker-gruppen
August Oetker lade grunden till dagens koncern genom att utveckla ett bakpulver för hushållen. Apoteket han drev sålde bakpulvret under namnet Backin som blev en stor försäljningsframgång varpå Dr. Oetker skapades. 